# Murray Street
Albums de Sonic Youth
SYR5
(2000) Sonic Nurse
(2004)
Murray Street est un album du groupe Sonic Youth sorti en 2002 sur Geffen.

## Historique
C'est le premier album sur lequel Jim O'Rourke fait officiellement partie du groupe. L'ordre des morceaux est une fois de plus différent entre les versions CD et vinyle. Il y a un titre bonus, Street Sauce, sur la version japonaise de l'album ; en Amérique du Nord, l'album contient des éléments multimédias : un économiseur d'écran et un lien vers un site secret sur le site web officiel du groupe qui contient des photos promotionnelles, des fonds d'écrans, l'EP Kali Yug Express à télécharger et les clips des morceaux The Empty Page et Radical Adults Lick Godhead Style. En France, 500 exemplaires ont été distribués avec un vinyle bonus Kali Yug Express.

## Liste des titres

### Version CD
1. The Empty Page - 4:20
2. Disconnection Notice - 6:24
3. Rain on Tin - 7:55
4. Karen Revisited - 11:10
5. Radical Adults Lick Godhead Style - 4:27
6. Plastic Sun - 2:14
7. Sympathy For the Strawberry - 9:07

#### Titre bonus de la version japonaise
1. Street Sauce - 7:34

### Version vinyle
1. The Empty Page - 4:20
2. Disconnection Notice - 6:24
3. Karen Revisited - 11:10
---
4. Rain on Tin - 7:55
5. Radical Adults Lick Godhead Style - 4:27
6. Plastic Sun - 2:14
7. Sympathy For the Strawberry - 9:07

#### Titre bonus de la version japonaise
1. Street Sauce - 7:34

## Composition du groupe
- Kim Gordon - Basse/Chant
- Thurston Moore - Guitare/Chant
- Lee Ranaldo - Guitare/Chant
- Steve Shelley - Batterie
- Jim O'Rourke - Basse/Electroniques